# Edvard Balliol
Edvard Balliol var periodisk konge af Skotland fra 1332 til 1338.
Han var den ældste søn af Johan Balliol og Isabella de Warenne, datter af John de Warenne, 7. jarl af Surrey, og Alice de Lusignan. Alice var datter af Hugh X de Lusignan og Isabella af Angouleme, enke af Johan 1. af England.
| Efterfulgte: David 2. | Konge af Skotland 1332      | Efterfulgtes af: David 2. |
| Efterfulgte: David 2. | Konge af Skotland 1333-1334 | Efterfulgtes af: David 2. |
| Efterfulgte: David 2. | Konge af Skotland 1335-1338 | Efterfulgtes af: David 2. |